# Nicolaes Moeyaert

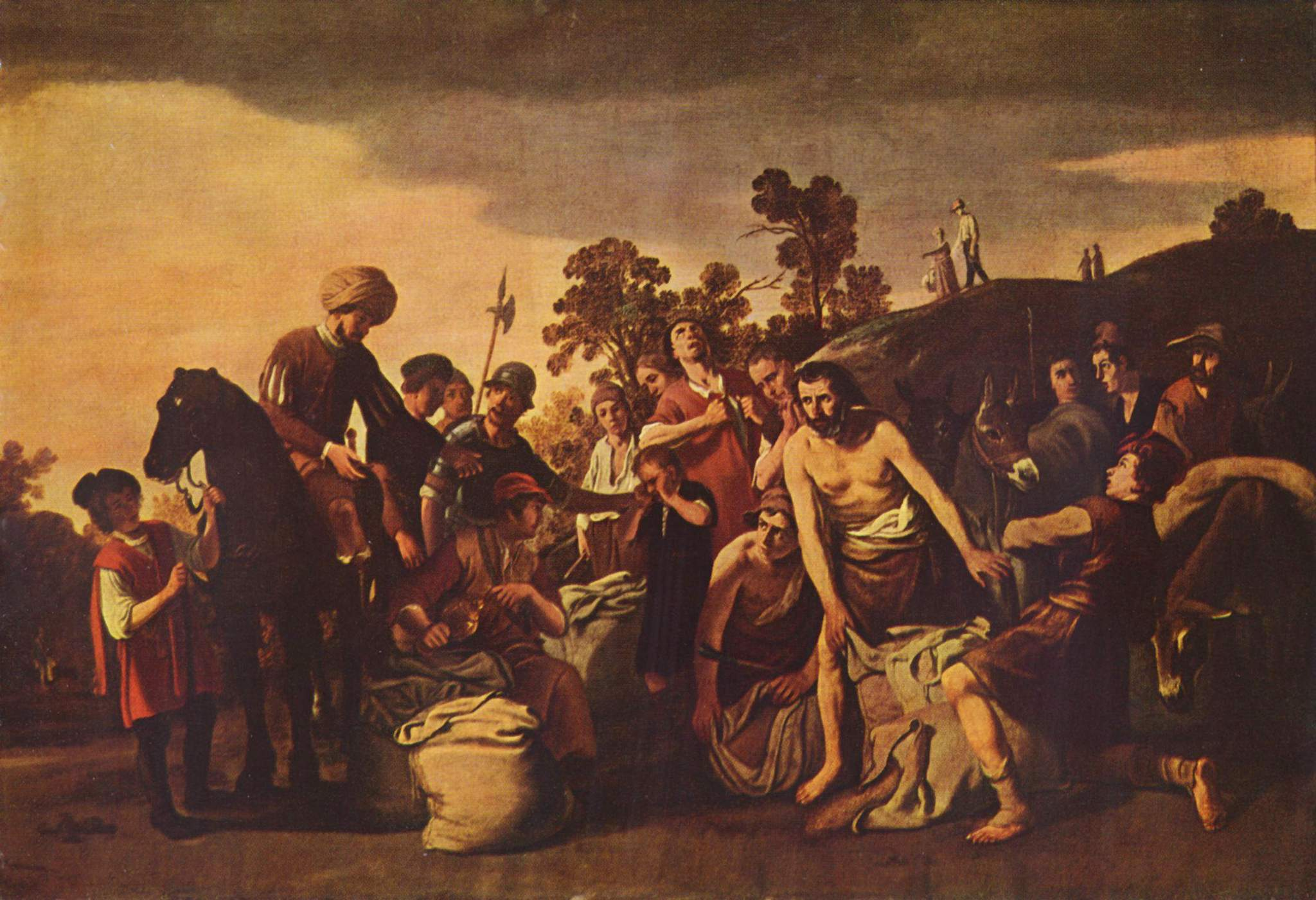
Nicolaes Moeyaert. Jozef laat zijn zilver beker uit de zak van de kleine Benjamin halen. 1627.

De regenten en regentessen van het Oude Mannen- en Vrouwengasthuis, 1640

Nicolaes Moeyaert, voluit Nicolaes Cornelisz. Moeyaert, ook Claes Moeyaert, Nicolaes Mooyaert of Claes Cornelisz. Moyaert genoemd (Durgerdam, ca. 1592 – Amsterdam, 1655), was een toonaangevend katholiek schilder. Hij stamde uit een belangrijke Amsterdamse familie van kaaskopers.
Als jongeman reisde Moeyaert vermoedelijk naar Italië om kunst te zien en ervaring op te doen. Toen hij 25 was trouwde hij met Grietje Claes (1617). Mogelijk was hij in de leer bij Pieter Lastman in de Sint Antoniesbreestraat.
Moeyaert schilderde veel Bijbelse en mythologische voorstellingen. Hij volgde Rembrandt in het gebruik van rood krijt. Het werk De regenten en regentessen van het Oude Mannen- en Vrouwengasthuis is het enig bekende groepsportret van Moyaert, ook is het eerste Amsterdamse regentenstuk waarop zowel de mannelijke als vrouwelijke bestuurders zijn afgebeeld.
Hij ontwierp ook de triomfbogen in Amsterdam bij de binnenkomst van Maria de' Medici. Op 1 september 1638 stond hij langs de Spaarndammerdijk de stoet op te wachten.
Moeyaert was een zeer vermogend man en had drie kinderen, twee hadden mogelijk een gebrek en werden thuis verzorgd. Onder de Amsterdammers die geld in de onderneming van Hendrick Uylenburgh staken bevond zich ook Nicolaes Moeyaert.
Moeyaert was in het seizoen 1640-1641 hoofd van de Schouwburg van Van Campen, samen met vijf anderen. Hij woonde tot zijn dood op het Singel, niet ver van de Torensluis. Nicolaes Berchem, Salomon Koninck en Jan Baptist Weenix waren zijn leerlingen.